# Hôtel de Hayme de Bomal
 (mars 2013).
L'hôtel de Hayme de Bomal est un ancien hôtel particulier de style néo-classique, situé entre Féronstrée et le quai de Maestricht à Liège en Belgique.
Construit pendant la seconde moitié du XVIIIe siècle, sur l'ancien quai de Hongrée, il fut successivement relais de poste, hôtel de maître, préfecture du département de l'Ourthe, musée d'Armes. Depuis 2009, il abrite l'administration du musée du Grand Curtius et son espace d'exposition, le Petit Curtius.

## Historique

### Hôtel de Hayme de Bomal
L'ancienne résidence du chanoine Goffart, acquis à son décès par le conseiller ordinaire Van Buel auprès du chapitre de Saint-Barthélemy qui avait l'autorisation de séculariser son bien claustral pour la somme de 4 000 florins. 
L'hôtel actuel remonte à la seconde moitié du XVIIIe siècle. Jean Baptiste de Hayme de Bomal, qui fut trois fois bourgmestre de Liège de 1762 à 1778 et son épouse Marie Anne de Willems vont acquérir les bâtiments qui appartenaient alors aux Louvat dans l'intention de démolir les hôtels canoniaux et d'y substituer un luxueux hôtel, et de pratiquer à leur frais, sous la voie publique un égout reliant leur propriété à la Meuse.
Les plans de l'hôtel sont l'œuvre d'un architecte liégeois très connu à l'époque, Barthélemy Digneffe et va prendre immédiatement le nom de son possesseur. Il s'étendra sur près de 800 m2, y compris les 280 m2 de la cour. Il va fixer l'attention des étrangers comme des liégeois également, qui vont faire remarquer son côté trop moderne comme le fera Saint-Péravi dans sa description de Liège en 1784 et en 1856, cette construction attire les regards par sa masse imposante et par l'air de fête que donne à sa façade les festons dont elle est ornée. Si ce style est purement de fantaisie, il a cependant des beautés que l'on ne peut méconnaitre. Nous louerions davantage cet hôtel si l'entrée avait plus de noblesse ou plutôt si elle était moins vulgaire. Un autre architecte contemporain, va préciser que les principaux salons étaient décoré avec goût : l'ornementation, sculptée en grande partie en bois par un artiste de mérite Mathieu de Tombay ; la peinture décorative et les dorures s'appropriaient heureusement aux belles proportions des appartements et constribuaient à l'envi à l'harmonie de l'ensemble.
Le 31 mai 1777, l'édification à peine achevée l'épouse de Hayme de Bomal décède. Jean Baptiste Hayme de Bomal va alors occuper la partie donnant sur la place Saint-Barthélemy et le chanoine de Saint-Lambert, Louis de Hayme, la bâtisse donnant sur le quai de Maestricht. C'est à cette époque que la ville cède au baron Hayme de Bomal un des quatre pans (xhancions) de la fontaine Saint Jean-Baptiste.

### Hôtel de la préfecture de l'Ourthe
La révolution contraint les propriétaires à s'expatrier, et la belle résidence est envahie et rapidement pillée, les tableaux lacérés et rendus méconnaissables à coups de baïonnettes. Le Comité révolutionnaire d'urgence constitué en 1794 décréta le 6 août 1795 l'affectation de cette splendide demeure à loger les représentants du peuple. Frécine s'y installe. En 1800, s'y installe le préfet du département de l'Ourte et l'hôtel devient la préfecture tandis que les services départementaux s'installent à l'hôtel Curtius.
Jean Baptiste Hayme de Bomal, qui avait été inscrit sur la liste des émigrés de l'an IV, fut rayé provisoirement en mai 1797. Malade, il ne put quitter le territoire de la république et fut mis sous surveillance de la municipalité de Fraiture pour y mourir dans son château de Fraiture le 3 janvier 1798. Sa fille, Marie Anne Hayme de Bomal, qui obtint un certificat d'amnistie le 9 décembre 1802 et, veuve de Marchant d'Ansembourg, elle devint l'héritière universelle de l'hôtel.
Le premier préfet de l'Ourthe, Desmousseaux, continuant de résider dans l'hôtel, prit lui-même un arrêté qui levait ce séquestre. Le gouvernement s'y opposa et l'hôtel garda la destination que lui avaient désignée les autorités de l'époque et, après fort longues négociations, c'est Napoléon, qui renvoya les héritiers devant les tribunaux ordinaires liégeois. La Cour adjugea aux enfants d'Ansembourg la moitié du Palais de la Préfecture.

### Palais de la préfecture
Les préfets continuent de recevoir tout le monde officiel liégeois dans les 320 m2 de salon et Napoléon Ier s'y installe le 2 août 1803. Joséphine de Beauharnais y revient le 7 juillet 1804, se rendant aux eaux d'Aix-la-Chapelle.
Napoléon, devenu empereur, séjourne à nouveau au Palais de la Préfecture avec l'impératrice Marie-Louise le 7 novembre 1811. 
La souveraine revient dans la ville deux ans plus tard le 6 août 1813 en allant de Mayence à Paris. Nous déjeunions, écrit-elle, à la Préfecture qui est d'une malpropreté dégoutante. Elle est encore plus impardonnable, parce que le préfet est marié et que le premier soin d'une femme devrait être la propreté.

### Musée d'armes
Le musée d'armes de la ville de Liège abrité dans l'hôtel de Hayme de Bomal fut créé grâce à la donation initiale du fabricant d'armes Pierre-Joseph Lemille. Lorsqu'il ouvrit ses portes en 1885, la Cité ardente était toujours l'une des plus grandes productrices d'armes portatives au monde. Cette tradition liégeoise de fabrication d'armes perdure d'ailleurs encore au XXIe siècle, notamment à la Fabrique nationale d'armes d'Herstal ou à l'école d'armurerie. S'il fut créé pour montrer aux professionnels ce qui se fabriquait dans le monde en matière d'armurerie, il eut pour vocation, depuis les années 1960, d'intéresser le grand public.
En 2009, les collections de l'ancien musée d'armes rejoignent celles du Grand Curtius.

### Grand Curtius
L'hôtel abrite depuis 2009 l'administration du musée du Grand Curtius et son espace d'exposition, le Petit Curtius, géré par les adolescents du Conseil Communal des Jeunes de la Ville de Liège en collaboration avec le service Animations des musées et l'équipe scientifique du Grand Curtius.

## Architecte
L'architecte serait Barthélemy Digneffe (1724-1784). Un dessin conservé dans les archives des anciens propriétaires est à mettre en parallèle avec un dessin de l'hôtel de Clercx conservé aux Pays-Bas (archives du château de Hoensbroek) signé Digneffe. La comparaison des deux dessins permet, sinon d'attribuer avec certitude, de supposer que l'auteur des deux dessins est le même. Le papier et la technique d'aquarelle ainsi que le fond rosé sont identiques. Les détails d'architecture sont semblables. Certains bâtiments liégeois lui sont attribués comme l'hôtel de Hayme de Bomal construit pour Jean-Baptiste de Hayme de Bomal, beau-frère de Jean-Guillaume Clercx.